# Lispe albimaculata
Lispe albimaculata är en tvåvingeart som beskrevs av Stein 1910. Lispe albimaculata ingår i släktet Lispe och familjen husflugor. Inga underarter finns listade i Catalogue of Life.